# Henri Troyat
Henri Troyat (Fødselsnavn russisk: Лев Асланович Тарасов tr. Lev Aslanovitj Tarasov , armensk: Թորոսյան Լևոն Ասլանի tr. Leon Aslani Torosyan ; født 1. november 1911 i Moskva, Russiske Kejserrige, død 2. marts 2007 i Paris, Frankrig) var en fransk forfatter, født i Moskva og af armensk afstamning.
Hans familie flygtede efter den russiske revolution og i 1920 slog de sig ned i Paris, hvor han uddannede sig i jura. I 1935 skrev han sin første bog Faux Jour og i 1938 fik han den prestigefyldte Goncourtpris for sin bog L'Araigne (da. Afmagt).
Udover sin mange romaner, er han også kendt for et antal historiske biografier om bl.a. Ivan den Grusomme, Guy de Maupassant, Maxim Gorki og senest Boris Pasternak. En række af hans bøger er oversat til dansk.
Henri Troyat var medlem af Det franske Akademi (sæde nr. 28) fra 1959 til sin død i 2007.

## Romaner
- Faux jour (1935)
- Le Vivier (1935)
- Grandeur nature (1936)
- La Clef de voûte (1937)
- Le Pain de l'étranger (1938)
- L'Araigne (1938)
- La Fosse commune (1939)
- Le Jugement de Dieu (1941)
- Le Mort saisit le vif (1942)
- Du Philanthrope à la Rouquine (1945)
- La Signe du taureau (1945)
- Les Ponts de Paris (1946)
- Les Vivants, pièce en trois actes (1946)
- Tant que la terre durera, t. I (1947)
- Le Sac et la Cendre, Tant que la terre durera, t. II (1948)
- La Case de l’oncle Sam (1948)
- Sébastien, pièce en trois actes (1949)
- Étrangers sur la terre, Tant que la terre durera, t. III (1950)
- Le Tête sur les épaules (1951)
- L’Étrange Destin de Lermontov (1952)
- La Neige en deuil (1952)
- Les Semailles et les Moissons, t. I (1953)
- De Gratte-ciel en cocotier (1955)
- Amélie, Les Semailles et les Moissons, t. II (1955)
- La Maison des bêtes heureuses (1956)
- Sainte Russie, souvenirs et réflexions suivi de l’Assassinat d’Alexandre II (1956)
- Les Semailles et les moissons, t. III (1956)
- Tendre et Violente Elisabeth, Les Semailles et les moissons, t. IV (1957)
- La Rencontre, Les Semailles et les moissons, t. V (1958)
- Naissance d’une Dauphine (1958)
- La Vie quotidienne en Russie au temps du dernier tsar (1959)
- La Lumière des justes. Tome I : Les Compagnons du Coquelicot. (1959)
- La Lumière des justes. Tome II : La Barynia. (1960)
- La Lumière des justes. Tome III : La Gloire des vaincus. (1961)
- La Lumière des justes. Tome IV : Les Dames de Sibérie. (1962)
- La Lumière des justes. Tome V : Sophie ou la fin des combats. (1963)
- Une extrême amitié (1963)
- Le Geste d'Eve (1964)
- Les Eygletière, t. I (1965)
- La Faim des lionceaux, Les Eygletière, t. II (1966)
- La Malandre, Les Eygletière, t. III (1967)
- Les Héritiers de l’avenir. Tome I : Le Cahier.(1968)
- Les Héritiers de l’avenir. Tome II : Cent un coups de canon. (1969)
- Les Héritiers de l’avenir. Tome III : L’Éléphant blanc. (1970)
- La Pierre, la feuille et les ciseaux (1972)
- Anne Prédaille (1973)
- Le Moscovite, t. I (1974)
- Les Désordres secrets, Le Moscovite, t. II (1974)
- Les Feux du matin, Le Moscovite, t. III (1975)
- Un si long chemin (1976)
- Le Front dans les nuages (1976)
- Grimbosq (1976)
- Le Prisonnier n°1 (1978)
- Viou (1980)
- Le Pain de l’étranger (1982)
- La Dérision (1983)
- Marie Karpovna (1984)
- Le Bruit solitaire du cœur (1985)
- À demain, Sylvie (1986)
- Le Troisième Bonheur (1987)
- Toute ma vie sera mensonge (1988)
- La Gouvernante française (1989)
- La Femme de David (1990)
- Aliocha (1991)
- La Fille de l'écrivain (1991)
- Youri (1992)
- Le Chant des insensés (1993)
- Le Marchand de masques (1994)
- Le Défi d'Olga (1995)
- Votre très humble et très obéissant serviteur (1996)
- L'Affaire crémonnière (1997)
- Le Fils du Satrape (1998))
- Namouna ou la chaleur animale (1999)
- La Ballerine de Saint Petersbourg (2000)
- La Fille de l'écrivain (2001)
- L'Étage des bouffons (2002)
- La Fiancée de l'ogre (2004)
- La Baronne et le musicien (2004)
- La Traque (2006)

## Biografier
- Dostoievski (1940)
- Pouchkine (1946)
- Tolstoi (1965)
- Gogol (1971)
- Catherine la Grande (1978)
- Pierre le Grand (1979)
- Alexandre premier (1981)
- Ivan le Terrible (1982)
- Tchekov (1984)
- Tourgueniev (1985)
- Gorki (1986)
- Flaubert (1988)
- Maupassant (1989)
- Alexandre II (1990)
- Nicolas II (1991)
- Zola (1992)
- Verlaine (1993)
- Baudelaire (1994)
- Balzac (1995)
- Raspoutine (1996)
- Juliette Drouet (1997)
- Terribles Tsarines (1998)
- Les Turbulences d'une grande famille (1998)
- Nicolas premier (1999)
- Marina Tsvetaena : L'éternelle insurgée (2001)
- Paul Ier, le tsar mal aimé (2002)
- La baronne et le musicien, Madame Von Meck et Tchaïchovski (2004)
- Alexandre III, le tsar des neiges (2004)
- Alexandre Dumas. Le cinquième mousquetaire (2005)
- Pasternak (2006)